# Dirt Dog
Dirt Dog — робот-пылесос, разработанный компанией iRobot. Робот предназначен для уборки в производственных и торговых помещениях, мастерских и подсобных помещениях. Релиз продукта состоялся в 2006 г. Робот выполнен на платформе робота-пылесоса Roomba. Робот способен убирать грубый мусор, такой как опилки и мелкие крепёжные изделия, рассыпанные по полу. В конце 2010 года Dirt Dog был снят с производства. В продаже остались аксессуары и запасные части для робота.

## Принцип действия
Dirt Dog, как и Roomba, на платформе которого он выполнен, имеет корпус в форме диска. Робот оснащен несколькими видами щеток, включая ворсовую и резиновую щетки, а также боковой щеткой, предназначенной для очистки периметра помещений. Dirt Dog оснащен «датчиком виртуальной стены» и «датчиком антиопрокидывания». Dirt Dog оснащен меньшими, по сравнению с Roomba, аккумуляторам, которые требуют более длительной зарядки: 6-7 часов. Как и Roomba, Dirt Dog имеет ручку для ручной переноски в верхней части корпуса.
Робот предназначен для уборки твёрдых поверхностей, в том числе линолеума, деревянных полов, виниловых покрытий и керамической плитки. Во время уборки Dirt Dog перемещается по одной из трёх основных траекторий движения. К основным траекториям движения робота относятся: движение по спирали, движение вдоль стен и движение «крест на крест». По заявлению производителя, уборка помещения занимает у робота порядка двадцати минут. Работе робота могут помешать разбросанные по полу вещи, а также ковры в высоким ворсом и бахромой.